# Puiseux, Eure-et-Loir
Puiseux är en kommun i departementet Eure-et-Loir i regionen Centre-Val de Loire strax norr om centrala Frankrike. Kommunen ligger i kantonen Châteauneuf-en-Thymerais som tillhör arrondissementet Dreux. År 2022 hade Puiseux 133 invånare.

## Befolkningsutveckling
Antalet invånare i kommunen Puiseux
Referens:INSEE